# Albertus Risaeus Hardenberg

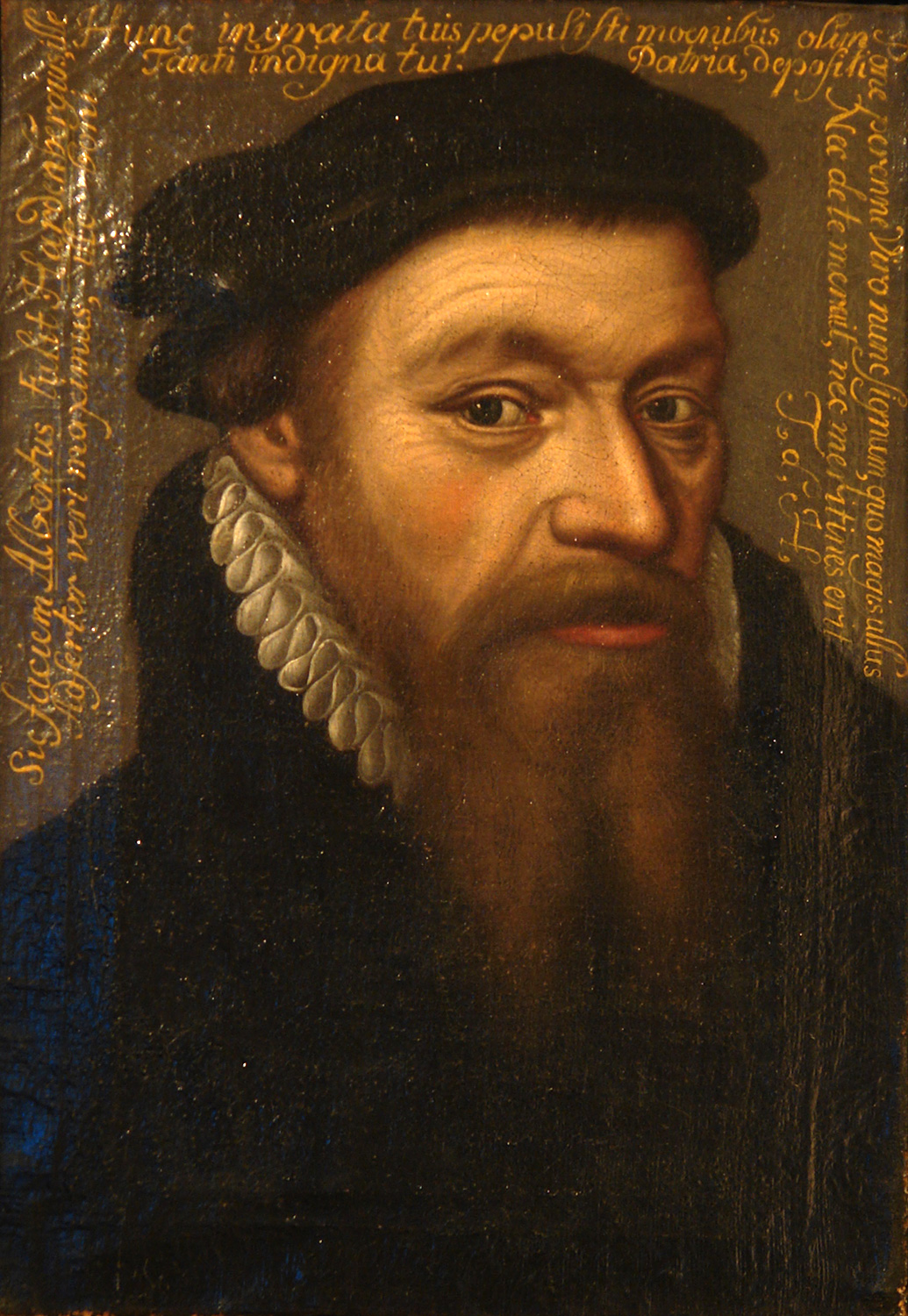
Albertus Risaeus Hardenberg

Albertus Risaeus, ook bekend als Albert(us) Hardenberg, (Rheeze (bij Hardenberg), 1510 - Emden, 18 mei 1574) was een 16e-eeuws kerkhervormer. Hij zette zich, in lijn met de reformatie, in voor wat men de 'waarheid van Gods Woord' noemde, eerst in Nederland en later in Duitsland in onder andere Bremen en Emden. Als gereformeerd predikant gaf hij zijn krachten aan de kerken van de Reformatie. 

## Biografie
Risaeus' Latijnse naam verwijst naar zijn geboortedorp Rheeze. Omdat zijn ouders onbemiddelde lieden waren, werd hij al op zevenjarige leeftijd uitbesteed bij de Broeders des gemeenen levens in Groningen. Op zijn 17e besloot hij priester te worden in het klooster van Aduard. In 1530 werd hij van daaruit als student naar Leuven gestuurd om theologie te studeren, zodat hij later in zijn leven abt van een klooster kon worden. Hier behaalde hij zijn doctorstitel. Al spoedig kwam hij onder invloed van de Reformatorische beweging.
Op weg naar Italië werd hij ziek. Voor herstel bleef hij in Mainz, waar hij in 1539 promoveerde tot doctor in de theologie. Risaeus brak in 1543 met de Rooms-Katholieke Kerk en sloot zich aan bij de belijders van de nije lere (Nieuwe leer).
Risaeus werd predikant in Bremen. Eerst volgde hij Luther, maar toen hij zich aansloot bij Calvijn werd hij daar verbannen. Christoffel van Oldenburg schijnt hem hier nog enkele jaren te hebben schuilgehouden.
Vermoed wordt dat Risaeus ook hagenpreken heeft gehouden, met name rond Elburg. In 1565 werd hij predikant te Sengwarden en in 1567 te Emden waar hij in 1574 stierf. De eveneens Nederlandse predikant Menso Alting volgde hem daar op.
Het grootste deel van zijn boekencollectie is bewaard gebleven en bevindt zich tegenwoordig in de Johannes a Lasco Bibliothek in Emden.

## Trivia
- In Hardenberg zijn een straat en een gereformeerde basisschool naar hem vernoemd.

- Bibliothèque nationale de France: cb12513053t (data)
- Biografisch Portaal: 95938115
- Gemeinsame Normdatei: 118720317
- International Standard Name Identifier: 0000 0000 6124 8342
- Library of Congress Control Number: n94033666
- Nationale Bibliotheek van Israël: 987007370869005171
- Nederlandse Thesaurus van Auteursnamen: 113424019
- Réseau des bibliothèques de Suisse occidentale: 02-A010093519
- Istituto Centrale per il Catalogo Unico: BVEV105005
- SNAC: w6mk6k5t
- Système universitaire de documentation: 034367845
- Virtual International Authority File: 52484384
- WorldCat: E39PBJhhwqMxY9XpwhVBqcxMT3